# Ludvík Domečka
Ludvík Domečka (2. srpna 1861, Černovice u Tábora – 27. dubna 1937, Hradec Králové) byl český historik, archeolog, úředník, kustod, konzervátor a muzejník, který se zasloužil o vznik a rozvoj muzea v Hradci Králové (dnes Muzeum východních Čech), když jej řídil v letech 1895 až 1932 (1929). Jednalo se o jednoho z nejlepších českých archeologů té doby a zároveň jednu z nejvýznamnějších královéhradeckých osobností předválečné a meziválečné éry.

## Život
Narodil se jako syn panského úředníka. Na gymnázium chodil do Jindřichova Hradce. Tamní studium zakončil v roce 1881 úspěšným absolvováním maturity. V roce 1887 dostudoval Právnickou fakultu na tehdejší české pražské univerzitě (doktorské zkoušky však nesložil). Následně praktikoval u notáře v Třeboni a od 1892 v advokátní kanceláři v Jindřichově Hradci. V roce 1894 odešel do Hradce Králové, kde nejprve působil jako městský koncipient. Již následujícího roku (1895) se stal tajemníkem městského muzea, v roce 1899 tajemníkem a o dvacet let později (1919) ředitelem městských úřadů. Do výslužby odešel v roce 1929.
Už v jižních Čechách se věnoval historii, archivním studiím a publikoval o regionální historii. V Hradci Králové se stal městským kronikářem a všestranným kulturním činitelem. Spolupracoval se starostou Františkem Ulrichem při budování moderního města, podílel se na vzniku městské knihovny (společně s Ulrichem a iniciátorem myšlenky, místním pedagogem Aloisem Matuškou, vznik 1896). Největší zásluhy si vysloužil za tamní Městské muzeum (dnešní Muzeum východních Čech), jež prakticky sám vybudoval a takřka čtyři dekády, konkrétně v letech 1895–1932, také řídil. Od 1929 byl i jeho archivářem. Rozmnožil a uspořádal sbírky, archeologické i založil. Podnítil stavbu (1907–12) samostatné muzejní budovy, která se zařadila k význačným projektům architekta Jana Kotěry. V nové výstavní budově vybudoval nové expozice archeologie a historie města a regionu.

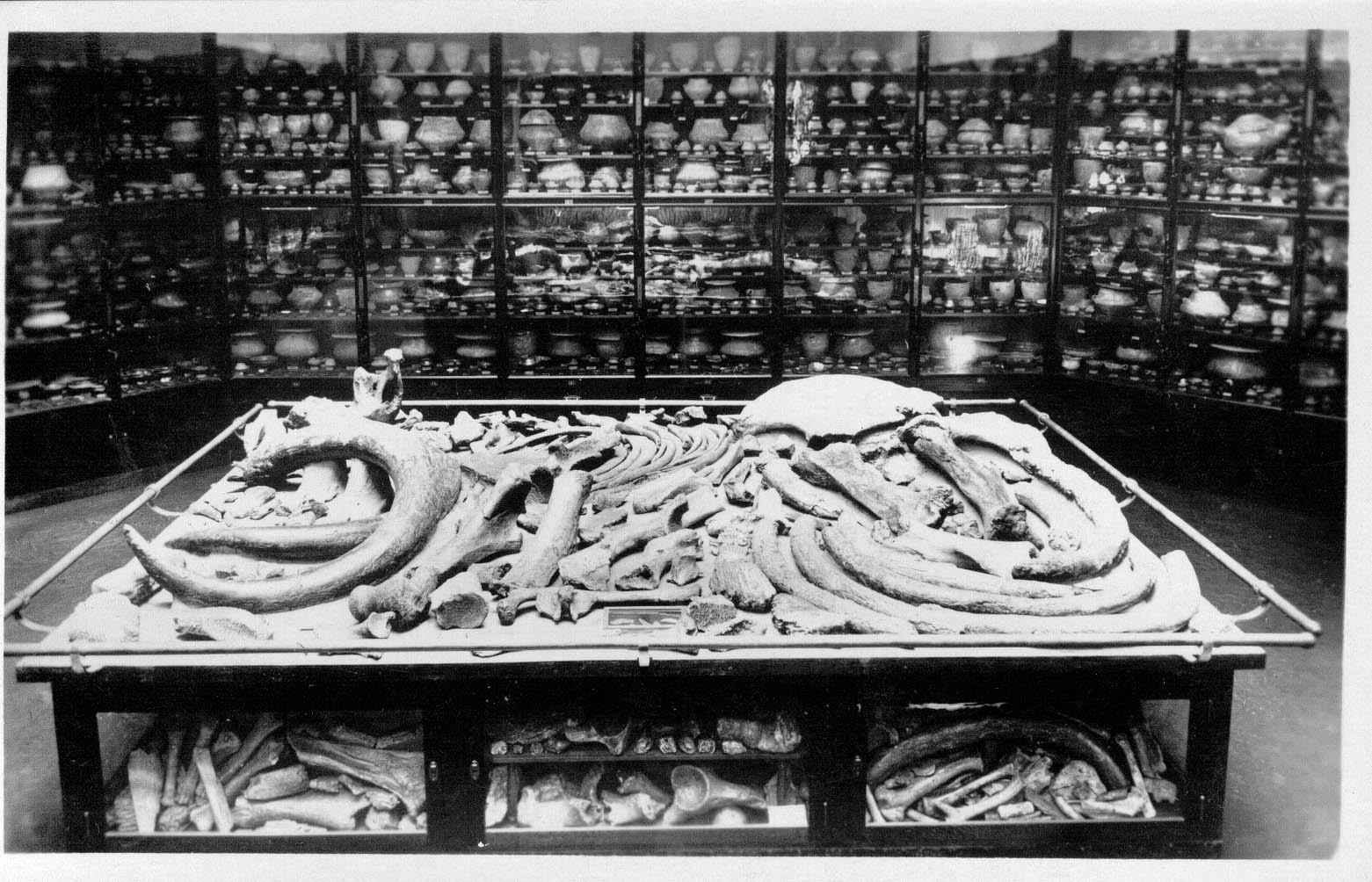
Tzv. Domečkova síň v muzeu v Hradci Králové

Z obou zmíněných, ale i dalších oborů uveřejnil od 1882 desítky samostatných prací a stovky studií a článků; zčásti se v nich vracel i k námětům z jižních Čech, odkud pocházel. Jeho aktivity byly v roce 1919 oceněny členstvím v muzejní radě Svazu československých muzeí hned od vzniku sdružení. Později se stal čestným členem svazu. Právě díky Domečkovi se v roce 1934 (kdy už muzeum nevedl) v Hradci Králové konal Sjezd československých muzeí.
Působil i jako konzervátor státní památkové péče (od 1910) a jednatel Archeologické komise ČAVU a snažil se zachraňovat památky v královéhradeckém regionu. Po roce 1900 se věnoval zejména pravěké a raně středověké archeologii. Když v roce 1919 vznikl Státní archeologický ústav, stal se jeho jednatelem pro Hradecko a Rychnovsko. Hlavně v kooperaci s muzejním kustodem Františkem Žaloudkem provedl řadu terénních výzkumů zaměřených primárně na žárová pohřebiště kultur popelnicových polí doby bronzové a starší doby železné. Ve své době patřil k nejlepším českým archeologům.

## Dílo
- Průvodce po Jindřichově Hradci a okolí (1888, 1889)
- Osídlení krajiny jindřicho-hradecké a novo-bystřické (1893)
- Průvodce po Hradci Králové a okolí (1894, 2. vydání 1910)
- Nové předhistorické nálezy v severovýchodních Čechách, in: PA (průběžně v letech 1898–1904)
- Sídliště člověka starší doby kamenné ve Svobodných Dvorech (1899)
- Čechy v době předhistorické (1913)
- O plastické výzdobě na zvonech zvonařů královéhradeckých (1918)
- Václav Grill z Černilova
- Historický význam Hradce Králové, in: Osvěta lidu, (1924, průběžně od č. 17)
- Historie žurnalistiky královéhradecké (1924)
- Polští povstalci v Hradci Králové internovaní v letech 1863-1865 (1924)[4]
- Třicet let veřejné činnosti JUDra. F. Ulricha (1925)
- Hradištní hroby v Hradci Králové a okolí, in: Obzor praehistorický (1925)
- Královéhradecko 1 (1928) – s F. L. Sálem
- Obchodní cesty na Hradecku v době předhistorické (1929)
- Ladislav Jan Pospíšil (1933)
- Znak města Hradce Králové (1935)[4]
- Krajina při Divoké Orlici a jejích přítocích v době předhistorické (1935)
- Královéhradečtí konváři a jejich křtitelnice (1936)
- Stará radnice v Hradci Králové (1937)[1]

## Výstava Ludvík Domečka – Příběh prvorepublikového muzejníka
V roce 2011 se u příležitosti 150. výročí narození Ludvíka Domečky konala v Muzeu východních Čech rozsáhlá výstava (1. 4. 2011 – 16. 10. 2011). V rámci expozic byla k vidění Domečkova pracovna, prvorepublikový výstavní sál i práce archeologů té doby. Velký důraz byl kladen právě na archeologii v kombinaci s dobovým pojetím muzea. Dobová vitrína s instalací jedné z největších sbírek středověké keramiky v českých zemích prezentovala, jak se v Domečkově éře ještě zdaleka tolik neoddělovaly expozice a depozitáře. Představeny byly terénní archeologická činnost týmu Ludvíka Domečky, mapa pravěkých archeologických lokalit na Královéhradecku, která byla vyrobena na konci 19. století.